# Дюнкерк (округ)
Округ Дюнкерк (фр. Arrondissement de Dunkerque) — округ у Франції, в департаменті Нор. 2023 року округ об'єднував 111 муніципалітет, населення становило 372 180 осіб.
Адміністративний центр (супрефектура) — Дюнкерк.

## Муніципалітети
Список муніципалітетів округу та їхні коди INSEE:
1. Аверскерк (59293)
2. Азебрук (59295)
3. Ардіфор (59282)
4. Армбу-Каппель (59016)
5. Арнек (59018)
6. Бавеншов (59054)
7. Баєль (59043)
8. Бамбек (59046)
9. Безегем (59087)
10. Берг (59067)
11. Бертан (59073)
12. Бешеп (59086)
13. Б'єрн (59082)
14. Біссезеель (59083)
15. Бларенгем (59084)
16. Боллезеель (59089)
17. Борр (59091)
18. Бре-Дюн (59107)
19. Броксеель (59111)
20. Брукерк (59110)
21. Бурбур (59094)
22. Бюїшер (59119)
23. Валлон-Каппель (59634)
24. Варем (59641)
25. Ваттан (59647)
26. Вемае-Каппель (59655)
27. Вест-Каппель (59657)
28. В'є-Беркен (59615)
29. Вільде (59665)
30. Віннезеель (59662)
31. Волькеренков (59628)
32. Ворму (59663)
33. Вюльверденг (59664)
34. Гівельд (59260)
35. Годеверсвельд (59262)
36. Гравлін (59273)
37. Гран-Фор-Філіпп (59272)
38. Гранд-Сінт (59271)
39. Дреншам (59182)
40. Дюнкерк (59183)
41. Еббленгем (59184)
42. Еек (59189)
43. Еренгем (59200)
44. Ерзеель (59305)
45. Ескельбек (59210)
46. Естер (59212)
47. Зегерскаппель (59666)
48. Зермезеель (59667)
49. Зюйдкоот (59668)
50. Зюйтпеен (59669)
51. Каедіпр (59478)
52. Каестр (59120)
53. Каппель-Брук (59130)
54. Каппель-ла-Гранд (59131)
55. Кассель (59135)
56. Кіллем (59326)
57. Кревік (59159)
58. Крошт (59162)
59. Кудкерк-Бранш (59155)
60. Ла-Горг (59268)
61. Ле-Дульє (59180)
62. Ледерзеель (59337)
63. Ледренгем (59338)
64. Леффренкук (59340)
65. Лінд (59366)
66. Лооберг (59358)
67. Лоон-Плаж (59359)
68. Мервіль (59400)
69. Меркегем (59397)
70. Меррі (59399)
71. Метеран (59401)
72. Міллам (59402)
73. Морбек (59416)
74. Неф-Беркен (59423)
75. Ноордпеен (59436)
76. Ньєпп (59431)
77. Ньєрле (59433)
78. Окселаер (59454)
79. Ольк (59307)
80. Ондегем (59308)
81. Ондшоот (59309)
82. Оост-Каппель (59448)
83. Оштезеель (59443)
84. Пітгам (59463)
85. Прадель (59469)
86. Рекспоед (59499)
87. Ренескюр (59497)
88. Рюбрук (59516)
89. Сен-Жан-Каппель (59535)
90. Сен-Жорж-сюр-л'Аа (59532)
91. Сен-Момелен (59538)
92. Сен-П'єрр-Брук (59539)
93. Сен-Сільвестр-Каппель (59546)
94. Сент-Марі-Каппель (59536)
95. Серкю (59568)
96. Сокс (59570)
97. Спікер (59576)
98. Стапль (59577)
99. Стеен (59579)
100. Стеенбек (59578)
101. Стеенверк (59581)
102. Стеенвоорд (59580)
103. Стразеель (59582)
104. Тердегем (59587)
105. Тетегем-Кудкерк-Віллаж (59588)
106. Тьєнн (59590)
107. Уаміль (59319)
108. Удезеель (59453)
109. Уткерк (59318)
110. Флетр (59237)
111. Юксем (59605)